# Soufiane Touzani
Soufiane Touzani (Rotterdam, 27 oktober 1986) is een Nederlandse straatvoetballer. Hij staat bekend als pionier van het freestyle voetbal.

## Biografie

### Freestyle voetbal
Touzani werd in 1986 geboren in Bloemhof, een wijk in het Rotterdamse stadsdeel Feijenoord. Hij voetbalde vanaf jonge leeftijd op straat op het Polderplein. Als speler kwam hij uit voor Spartaan'20. Hier werd hij gescout door Feyenoord, waarna hij later overstapte naar de toenmalig profclub HFC Haarlem. Hij leek op weg naar een bestaan als profvoetballer tot bij hem in 2002 scoliose werd geconstateerd, een ernstige vergroeiing aan de wervelkolom. Na een operatie, waarin de rug met een stalen pin werd recht gezet, kreeg Touzani het doktersadvies te stoppen met voetbal. Hij mocht van zijn artsen echter wel ballen hooghouden. Hij revalideerde en bekwaamde zich in diverse hooghoudtrucs. In 2002 nam een vriend een filmpje op van Touzani's voetbalkunsten, dat later een hit werd op YouTube: het filmpje werd meer dan 100 miljoen keer bekeken. Op zijn 18e besloot hij zich in te schrijven bij de Kamer van Koophandel, als professioneel straatvoetballer.
In 2005 werd hij benaderd door EA Sports en kreeg hij een rol in het computerspel FIFA Street. Daarnaast trad hij met zijn kunsten op bij voetbalclubs en bedrijven. De filmpjes die hij postte op social media kregen steeds meer aandacht. Op YouTube kreeg hij 600 duizend abonnees, terwijl een miljoen mensen hem volgden op Instagram. Zijn trucs werden onder andere toegepast door Marcelo en Neymar. Door zijn bekendheid als vlogger kreeg hij voor zijn filmpjes toegang bij diverse grote clubs, waaronder Juventus. In de zomer van 2008 werd Touzani door AC Milan uitgenodigd bij de presentatie van Ronaldinho, die de club had aangetrokken van FC Barcelona. Hij verzorgde in het San Siro een voetbalshow met de nieuwe aankoop.
Touzani kreeg ondertussen ook steeds grotere bekendheid als vlogger en ging ook voor televisie werken. Tussen 2011 en 2013 verzorgde hij onderdelen voor het TROS-programma Zappsport. Van 2013 tot 2015 presenteerde hij een vast eigen onderdeel in de komische voetbalquiz Koning Voetbal van presentator Jack Spijkerman. Een filmpje op zijn kanaal uit 2016, waarin Touzani Pierre-Emerick Aubameyang dolt, werd meer dan 2,6 miljoen keer bekeken. In 2017 kreeg hij een eigen televisieprogramma Tiki Taka Touzani op RTL 7.
Tijdens het WK vrouwen 2019 kwam Touzani op YouTube met 'TOUZANI & DE ORANJELEEUWINNEN' waarin hij een aantal challenges aan gaat met de meiden/vrouwen van Oranje. Wie de challenge verliest krijgt een piek op het oor.
In november 2019 deed Touzani mee aan de online-televisieserie Het Jachtseizoen van StukTV, waarin hij wist te ontsnappen.
Tevens is Touzani regelmatig te zien bij de KNVB en ING Only Football, om meer kinderen op straat te laten voetballen en in beweging te krijgen. Hij gaat daarbij op zoek naar jonge straatvoetbaltalenten, en gaat challenges met hen aan.

### Muzikale carrière
Touzani was ook actief als rapper. Samen met Brownie Dutch bracht hij in aanloop naar het Europees kampioenschap voetbal 2012 het nummer Viva Oranje uit voor het TROS-programma Zappsport. Met Ali B maakte hij het nummer Baas in mij. Het lied Superhelden is een nummer over Johan Cruijff, dat hij maakte in naam van de Johan Cruijff Foundation. Daarnaast bracht hij het nummer Net als mij uit.

### Ambassadeurschappen
Sinds februari 2008 is Touzani actief als ambassadeur voor de organisatie Rotterdam Sportstad. Sinds 2017 is Touzani ambassadeur van de Johan Cruyff Foundation. Samen zetten zij zich in om sport en spel te stimuleren bij kinderen op de Cruyff Courts.

### Overig
Soufiane Touzani is de jongere broer van ex-profvoetballer Karim Touzani.